# 傑弗瑞·利柏
傑弗瑞·利柏（英語：Jeffrey Lieber，1969年—），美國電影及電視編劇，是電視連續劇《迷失》的創作者之一。
利柏出生於美國伊利諾伊州伊凡斯頓鎮，曾就讀伊凡斯頓鎮中學，大學畢業於伊利诺伊大学厄巴纳-香槟分校。
利柏原本向史培林電視工作室投交求職資料，美國廣播公司欣賞其才華而顧用他撰寫《迷失》的初稿。該篇初稿後來被名為《無處》，實大受《苍蝇王》和《劫後重生》影響。隨著計劃的發展，美國廣播公司截斷了原本的寫稿方向，又請來了J·J·亞伯拉罕和戴蒙·林道夫重寫劇本。除了撰寫初稿外，利柏並沒有對《迷失》作出其他的貢獻。利柏與他的同僚最後因該劇而獲得「2005年美國作家協會獎」。
他也曾參與電影作品《真愛無盡》和《糾纏》。

## 外部連結

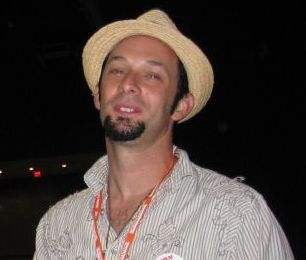
傑弗瑞·利柏 (2008)

- Jeffrey Lieber在互联网电影资料库（IMDb）上的資料（英文）